# Amazona
Amazona là một chi chim trong họ Psittacidae.

## Các loài
- Amazona aestiva
- Amazona agilis
- Amazona albifrons
- Amazona amazonica
- Amazona arausiaca
- Amazona auropalliata
- Amazona autumnalis
- Amazona barbadensis
- Amazona brasiliensis
- Amazona collaria
- Amazona diadema
- Amazona dufresniana
- Amazona farinosa
- Amazona festiva
- Amazona finschi
- Amazona guildingii
- Amazona imperialis
- Amazona kawalli
- Amazona leucocephala
- Amazona mercenarius
- Amazona ochrocephala
- Amazona oratrix
- Amazona pretrei
- Amazona rhodocorytha
- Amazona tresmariae
- Amazona tucumana
- Amazona ventralis
- Amazona versicolor
- Amazona vinacea
- Amazona viridigenalis
- Amazona vittata
- Amazona xantholora

Các loài đã tuyệt chủng:
- †Amazona violacea
- †Amazona martinica

## Hình ảnh

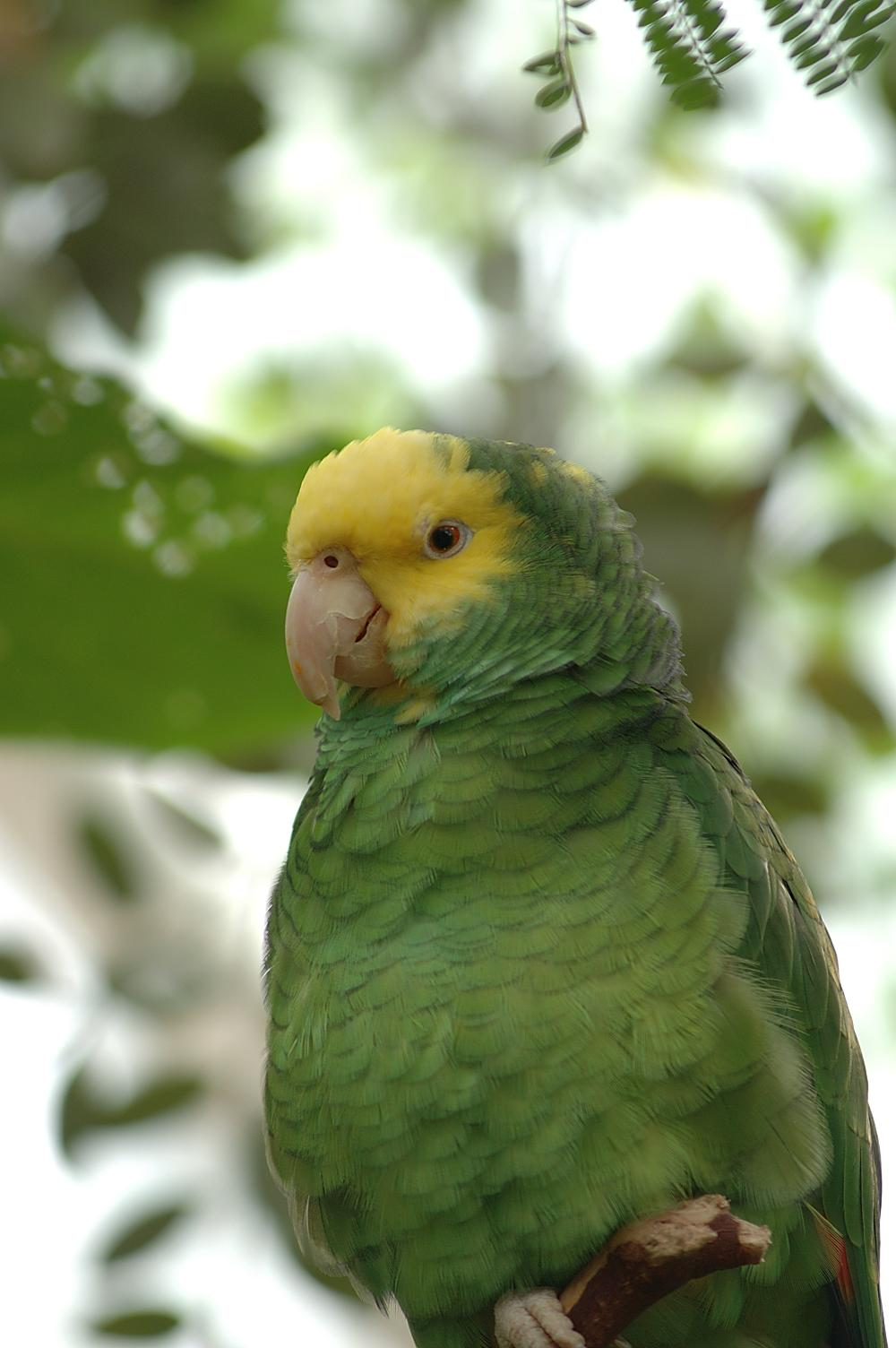
Amazona oratrix
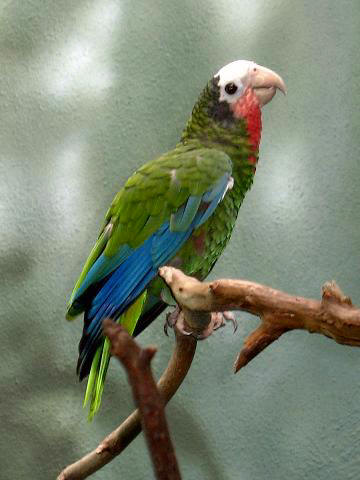
Amazona leucocephala
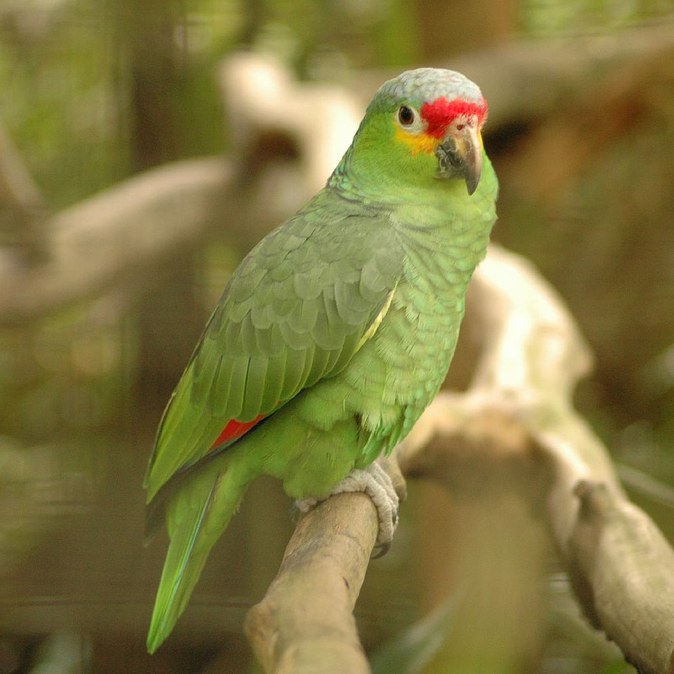
Amazona autumnalis
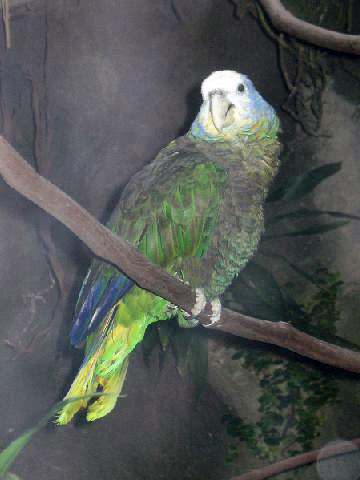
Amazona guildingii
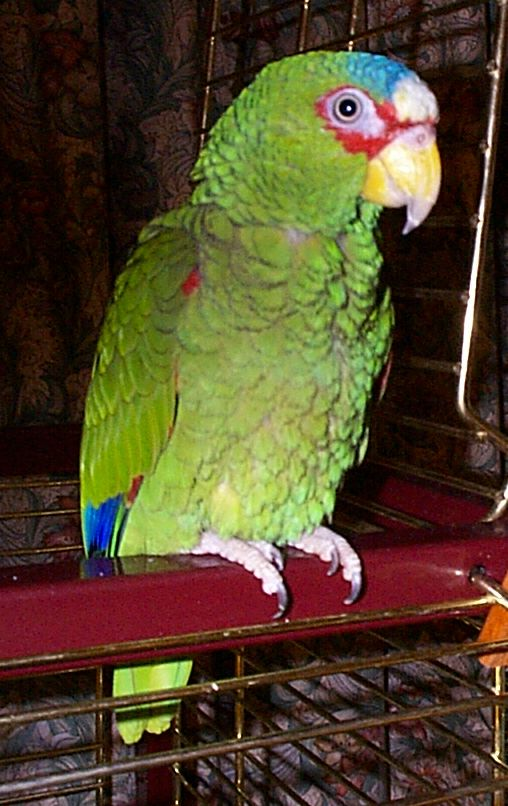
Amazona albifrons
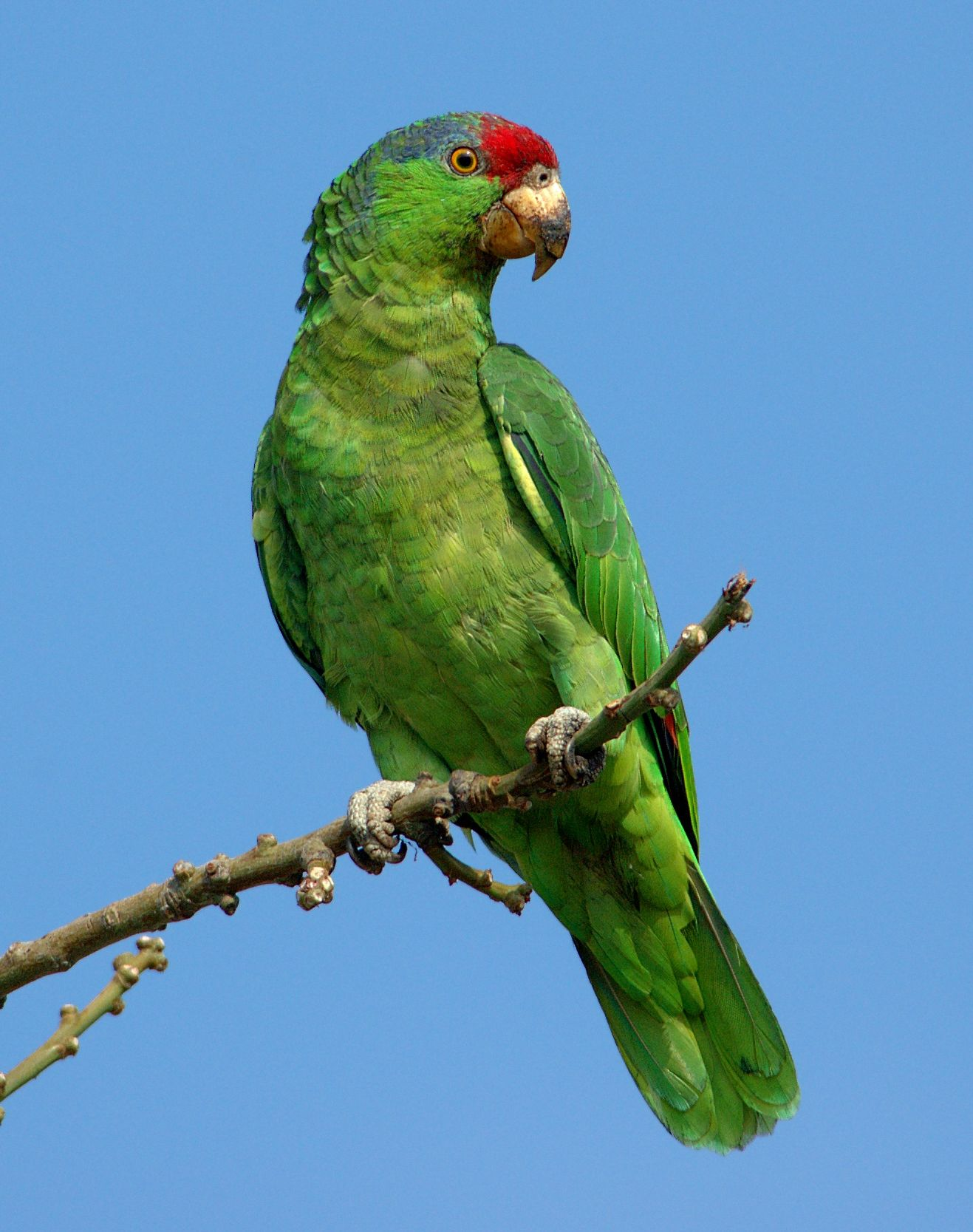
Amazona viridigenalis
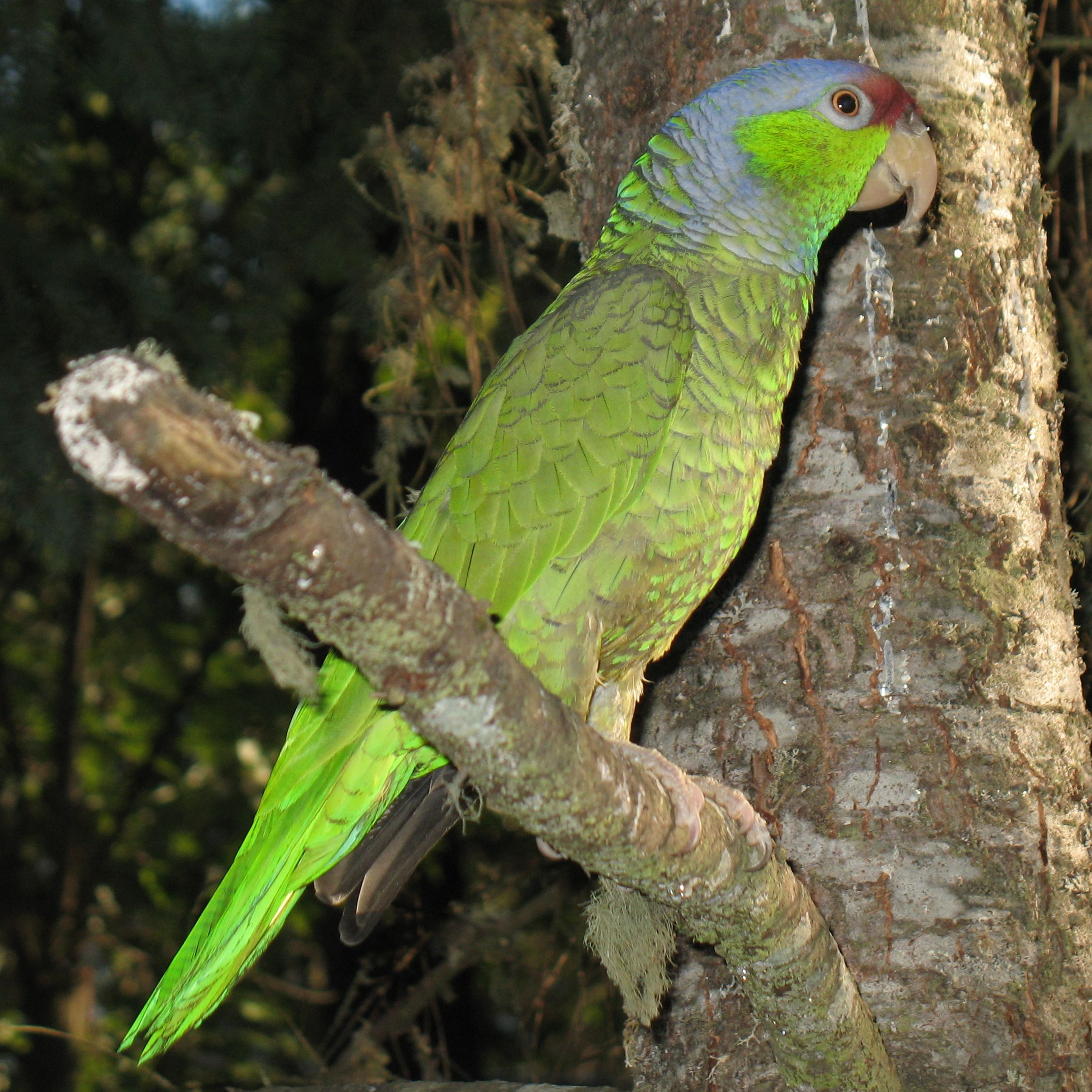
Amazona finschi
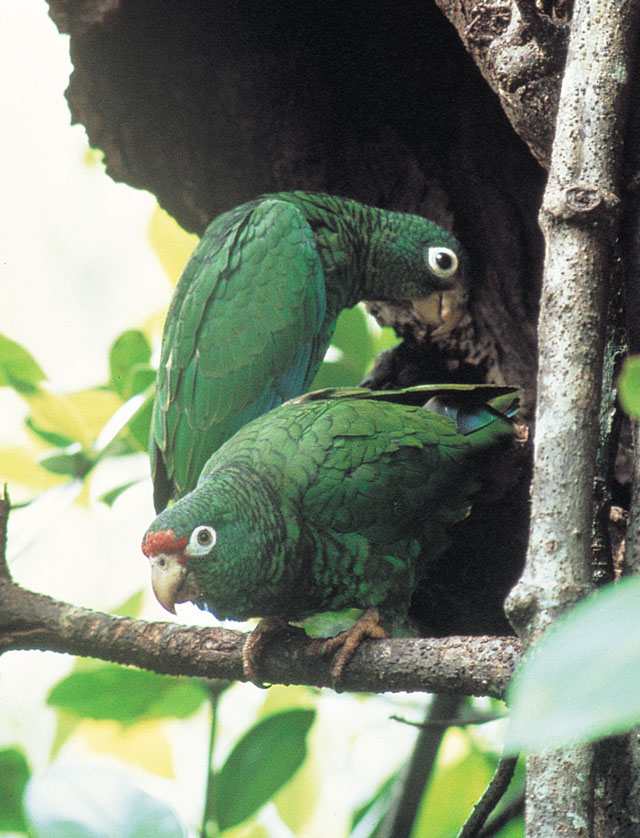
Amazona vittata
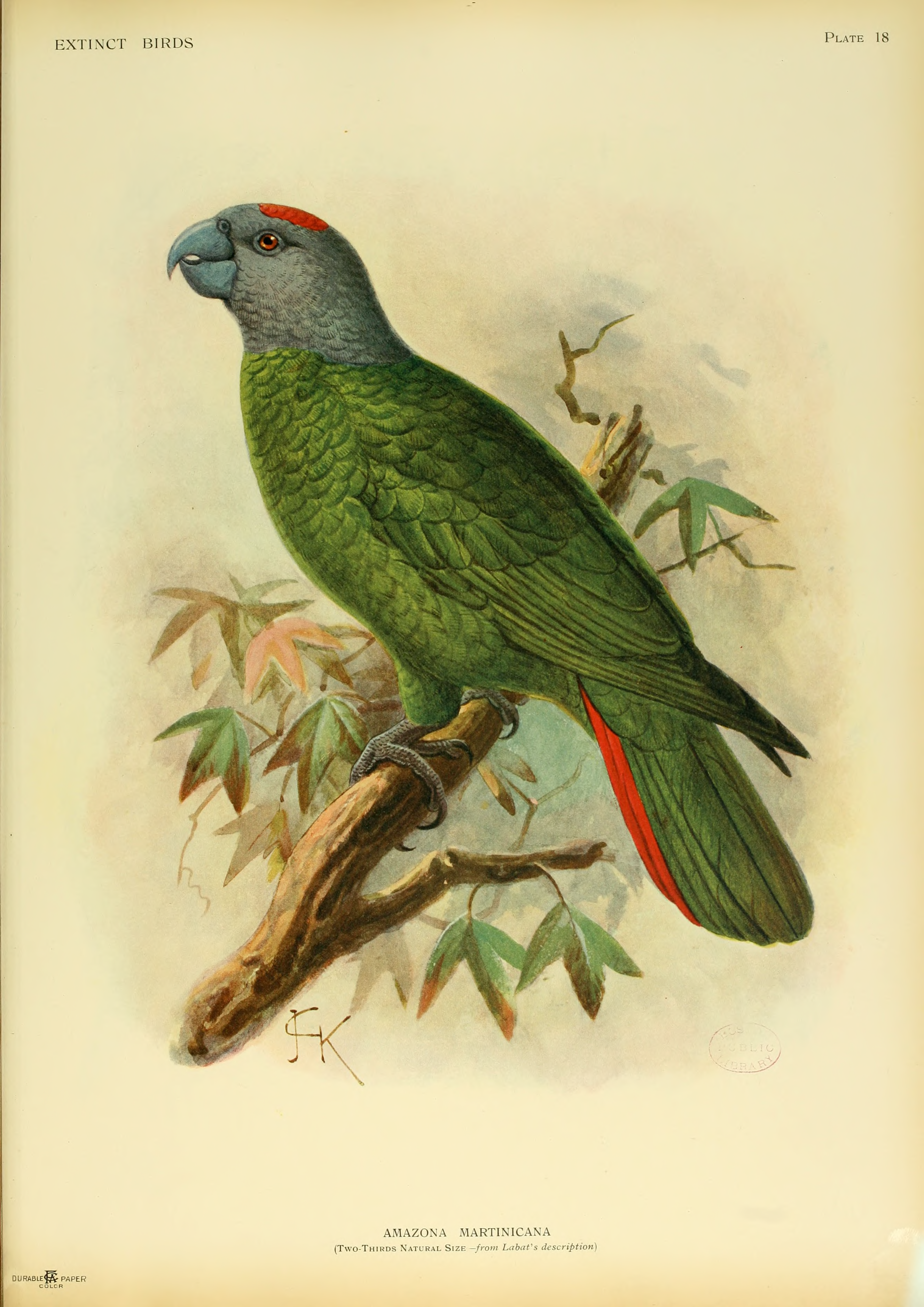
Amazona martinica
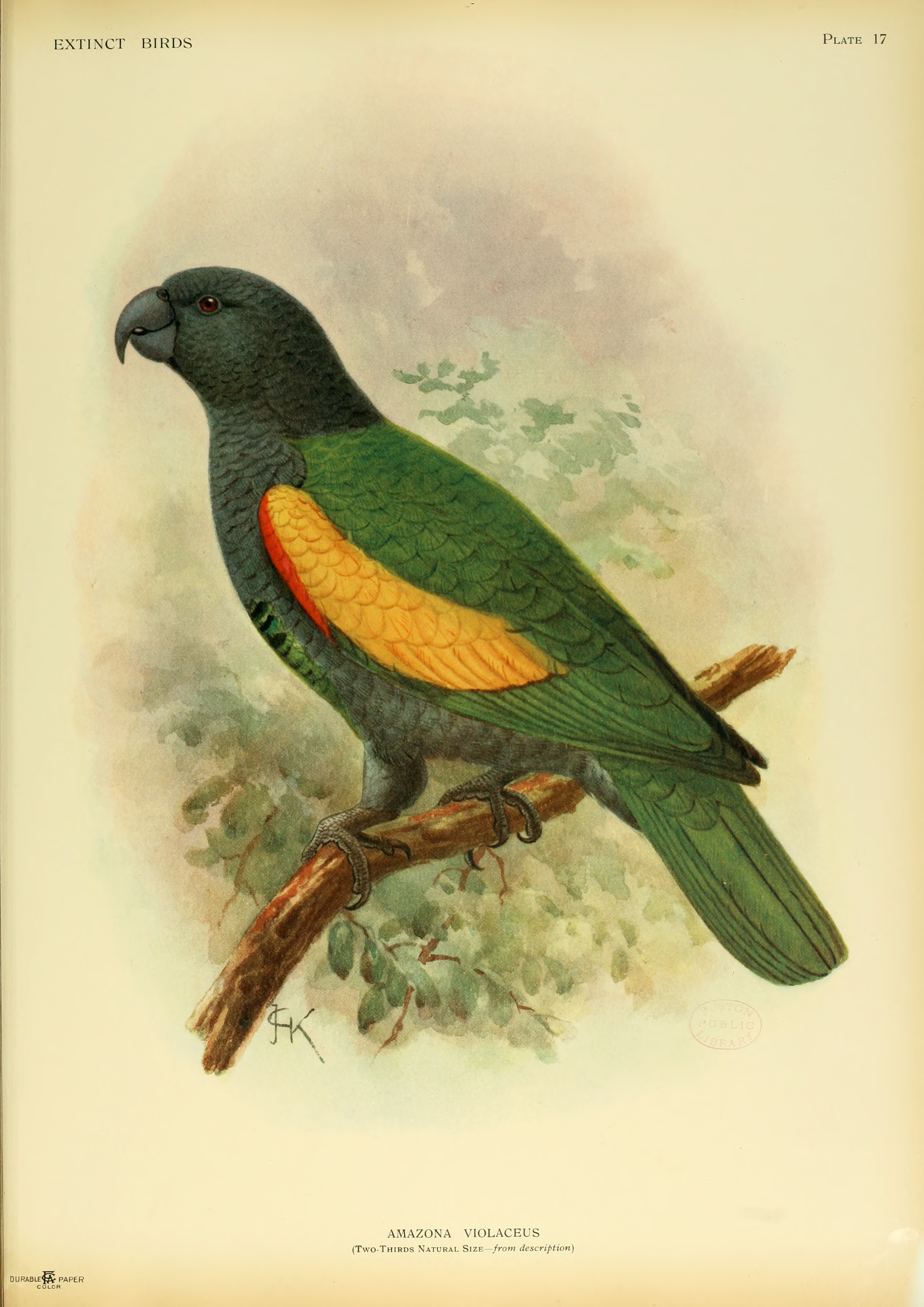
Amazona violacea